# Ústí nad Labem (distrikt)
Ústí nad Labem (tjeckiska: okres Ústí nad Labem) är ett distrikt i Ústí nad Labem i Tjeckien. Centralort är Ústí nad Labem. Per den 1 januari 2016 hade distriktet 119 512 invånare.

## Lista över kommuner i Ústí nad Labem

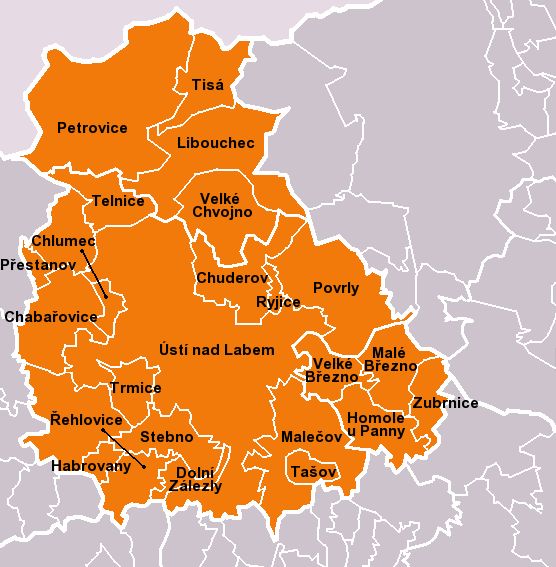
Kommuner i Ústí nad Labem

Distriktet Ústí nad Labem delas in i 23 kommuner (däribland 4 städer):
- Dolní Zálezly (578 inv., 3,57 km²)
- Habrovany (223 inv., 2,82 km²)
- Homole u Panny (372 inv., 11,75 km²)
- Chabařovice (2 501 inv., 16,89 km²)
- Chlumec (4 423 inv., 12,88 km²)
- Chuderov (1 028 inv., 15,34 km²)
- Libouchec (1 798 inv., 28,01 km²)
- Malé Březno (512 inv., 11,06 km²)
- Malečov (813 inv., 23,68 km²)
- Petrovice (910 inv., 52,33 km²)
- Povrly (2 241 inv., 25,57 km²)
- Přestanov (403 inv., 2,04 km²)
- Ryjice (188 inv., 1,59 km²)
- Řehlovice (1 399 inv., 27,96 km²)
- Stebno (466 inv., 10,95 km²)
- Tašov (152 inv., 3,6 km²)
- Telnice (723 inv., 9,9 km²)
- Tisá (921 inv., 11,85 km²)
- Trmice (3 288 inv., 6,66 km²)
- Ústí nad Labem (93 248 inv., 93,95 km²)
- Velké Březno (2 232 inv., 8,11 km²)
- Velké Chvojno (847 inv., 17,13 km²)
- Zubrnice (246 inv., 6,74 km²)